# ایرینا تاراننکو-ترلیا
ایرینا تاراننکو-ترلیا (انگلیسی: Iryna Taranenko-Terelia؛ زادهٔ ۳۱ مارس ۱۹۶۶) اسکی‌باز صحرانوردی اهل اوکراین است. وی همچنین از سکی‌بازان اسکی صحرانوردی در بازی‌های المپیک زمستانی بوده است که در دوره‌های ۱۹۹۴ تا ۲۰۰۲ حضور داشت.